# Jeżewo (województwo wielkopolskie)

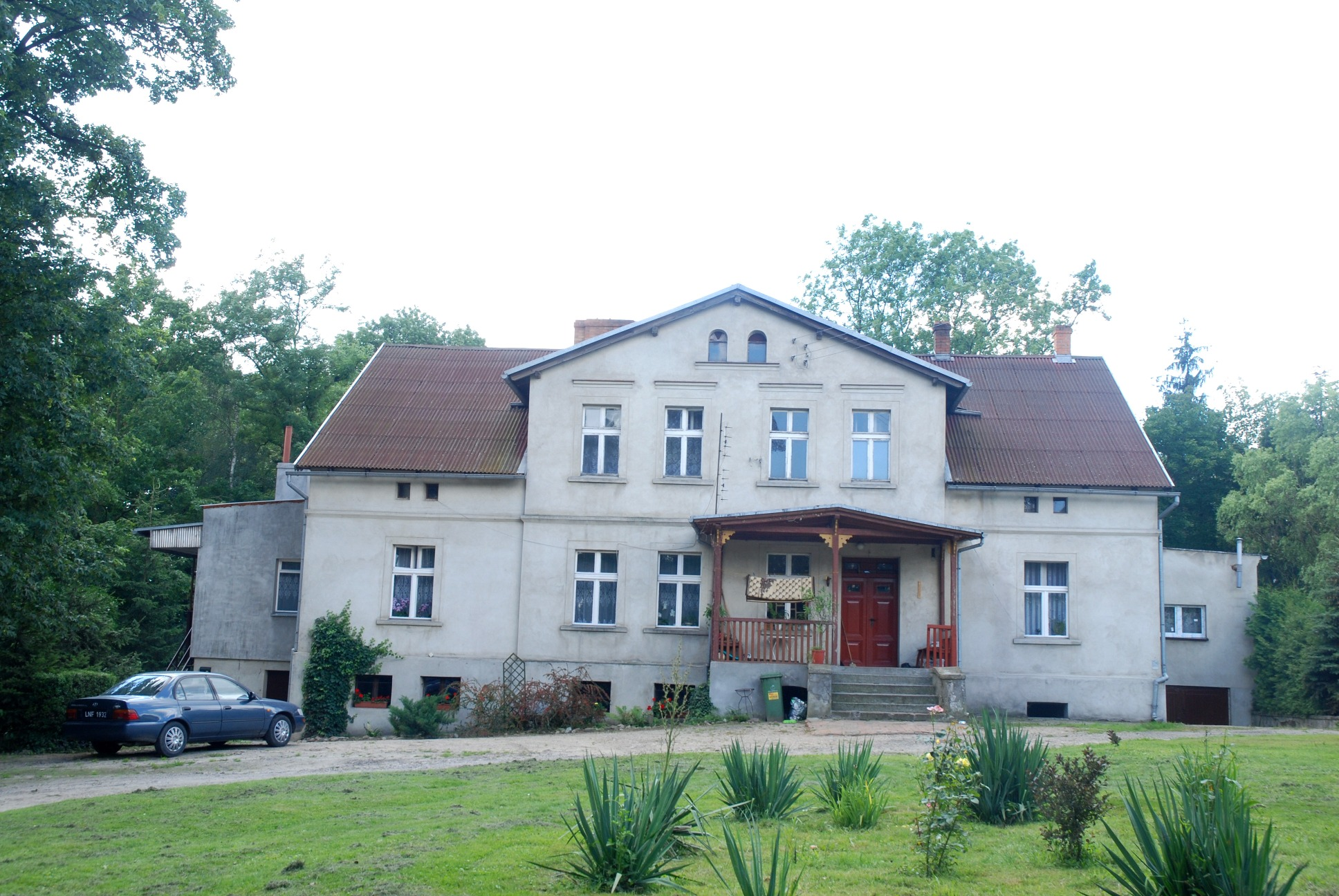
Dwór w Jeżewie

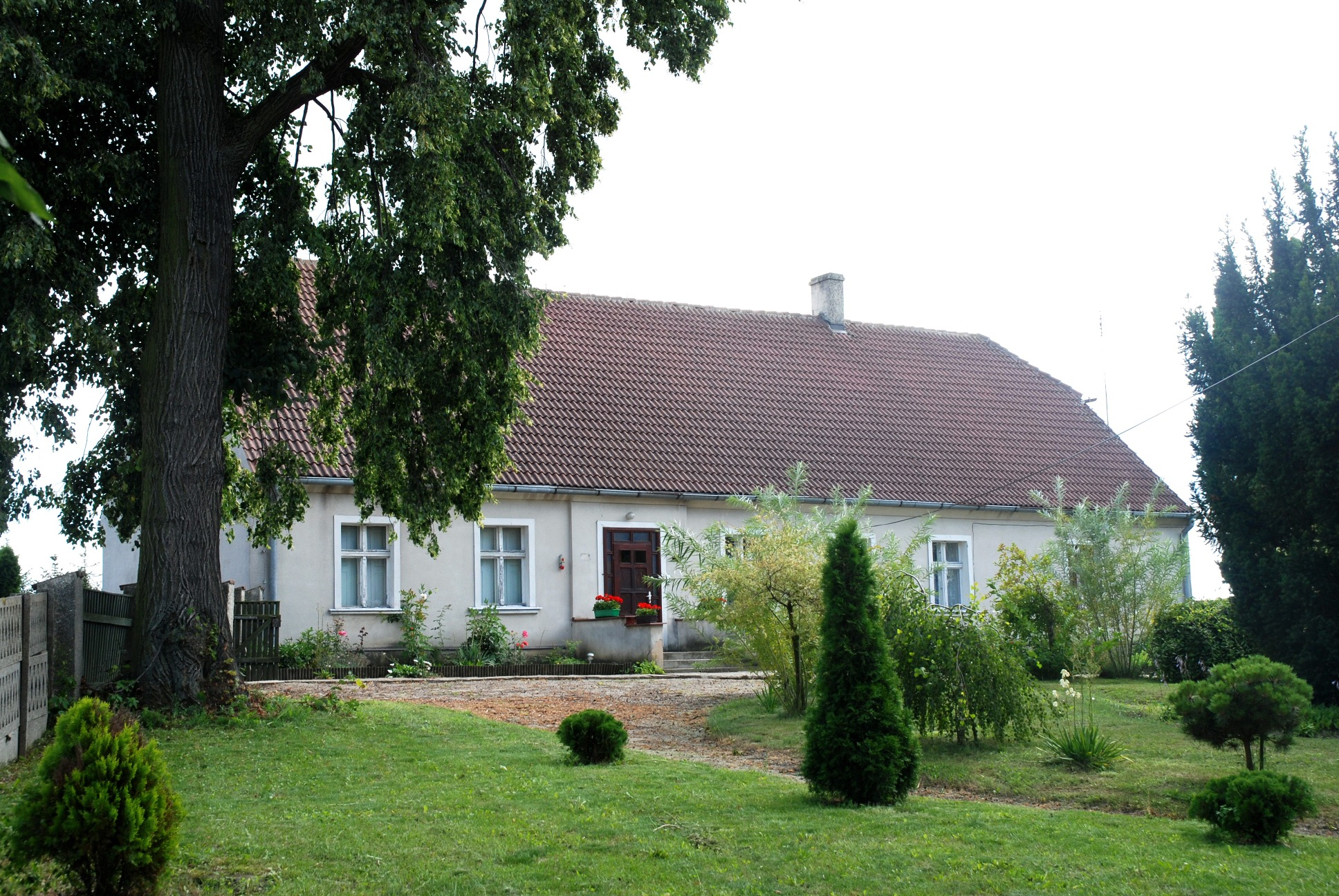
Plebania w Jeżewie

Jeżewo (niem. Jezewo) – wieś w Polsce, w woj. wielkopolskim, pow. gostyńskim, gminie Borek Wielkopolski, leżąca w odległości 3 km na północ od Borku.
Miejscowość jest siedzibą parafii Wszystkich Świętych. W strukturze kościoła rzymskokatolickiego parafia należy do metropolii poznańskiej, archidiecezji poznańskiej, dekanatu boreckiego.
We wsi znajduje się zabytkowy kościół o konstrukcji ryglowej z roku 1740. Współcześnie sołectwo liczy 365 mieszkańców i znajduje się w jego pobliżu zbiornik retencyjny. Teren sołectwa obejmuje także osady Frasunek, Liż i Stawiszyn.

## Historia
Jeżewo wraz z Frasunkiem i Jaworami stanowiło obszar najwcześniejszego osadnictwa na ziemi gostyńskiej. Znalezione na terenie wsi zabytki z epoki kamienia świadczą o starym osadnictwie. W okresie średniowiecza był tu gród. Od XII wieku tereny te były własnością rodu Świnków oraz wsią rycerską.  Miejscowi mieszkańcy otrzymali czynszowe prawa miejskie już w XIII wieku. W końcu XVII wieku Jeżewo przeszło pod kontrolę rodu Raczyńskich, stając się centralną siedzibą rozległego obszaru, do którego należały również: Jawory, Wycisłowo, Koszkowo, Wroniny, Frasunek, Liż i Stawiszyn. Chłopów uwłaszczono w 1838 roku, a ci, którzy żądali uwłaszczenia, zostali przeniesieni do Wycisłowa, z kolei w Jeżewie powstał folwark. Hrabia Edward Raczyński, ówczesny właściciel Jeżewa, we współpracy z dyrekcją Kasyna Gostyńskiego, założył w 1841 roku dwuletnią szkołę rolniczą, która dostosowana była do wymagań ówczesnego rolnictwa. Językiem wykładowym był polski, a do szkoły przyjmowani byli absolwenci trzech klas gimnazjalnych. W połowie XIX wieku klucz Jeżewski stał się wzorowym ośrodkiem rolniczym, obejmującym gorzelnię, cukrownię, tartak, browar, cegielnię i młyn wodny. Dworek myśliwski wybudowany przez Edwarda Raczyńskiego obecnie pełni funkcję mieszkalną. I połowie XIX w. właścicielem Jeżewa był także warszawski kupiec Gabriel Bergson .
W 1909 roku wieś była w powiecie gostyńskim rejencji poznańskiej w Wielkim Księstwie Poznańskim. W latach 1975–1998 miejscowość administracyjnie należała do województwa leszczyńskiego.

## Kościół
Pierwsze wzmianki o kościele w Jeżewie pochodzą z roku 1427. Obecna budowla, bardzo interesująca z architektonicznego punktu widzenia, została wzniesiona w 1740 roku. Jest to drewniana konstrukcja szkieletowa. Wnętrze ozdobione jest obrazem autorstwa Wojciecha Budzyńskiego, datowanym na rok 1746. W sąsiedztwie kościoła znajduje się również drewniana dzwonnica z 1832 roku oraz plebania, wzniesiona w latach 1818–1825.